# Winger (musikalbum)
Winger är det amerikanska hårdrocksbandet Wingers debutalbum. Det släpptes 1988 och sålde platina i U.S.A. och guld i Japan och Kanada. Albumet innehåller kända verk så som "Seventeen", "Madalaine" och "Heading For A Heartbreak". Enligt Kip Winger är titeln på låten "Seventeen" inspirerad från en Beatles-låt som lyder "she was just seventeen and you know what I mean".

## Låtlista
1. Madalaine (Kip Winger, Reb Beach)
2. Hungry (Winger, Beach)
3. Seventeen (Winger, Beach, Beau Hill)
4. Without The Night (Winger, Beach, Paul Taylor)
5. Purple Haze (Jimi Hendrix)
6. State Of Emergency (Winger, Taylor)
7. Time To Surrender (Winger, Beach)
8. Poison Angel (Winger, Beach)
9. Hangin' On (Winger, Beach, Hill)
10. Heading For A Heartbreak (Kip Winger)
11. Higher And Higher (Winger, Beach) = bonusspår

## Medverkande
- Kip Winger (bas och sång)
- Reb Beach (gitarr och bakgrundssång)
- Paul Taylor (gitarr, keyboard och bakgrundssång)
- Rod Morgenstein (trummor)